# Gloria Estefan
Gloria María Milagrosa Fajardo García de Estefan (n. 1 septembrie 1957, La Habana, Havana Province⁠(d), Cuba), cunoscută pe plan profesional ca Gloria Estefan, este o cântăreață și compozitoare americano-cubaneză. Supranumită „Regina muzicii latino pop”, aceasta a intrat în topul 100 al celor mai buni artiști din lume. Peste 100 de milioane de exemplare ale albumelor ei au fost vândute în întreaga lume, dintre care 30,5 milioane de exemplare vândute numai în Statele Unite. Laureată a șapte Premii Grammy și a numeroase single-uri clasate pe primul loc în topuri, ea este una dintre cele mai mari cântărețe de muzică latino din prezent. Estefan a primit câte o stea pe Hollywood Walk of Fame și Las Vegas Walk of Fame.

## Anii tinereții

### Părinții
Tatăl lui Estefan, pe numele său José Fajardo, a fost bodyguardul personal al soției fostului președinte cubanez Fulgencio Batista în jurul anilor 1950. A fost luat ostatic de soldații lui Fidel Castro în timpul invaziei palatului din 1 ianuarie 1959. Tatăl acesteia a fost ținut arestat din motive politice timp de 5 luni. După eliberarea sa acesta s-a reîntors la soția și fiica sa ce locuiau în Miami (precizează Estefan în publicația „Reader's Digest”, în septembrie 2007). După doi ani de la incident, Fajardo a fost prins în timpul 
invaziei din Golful Porcilor și ținut în arest până ce un schimb cu președintele SUA pe atunci John F. Kennedy a fost făcut. Fajardo a servit de mai multe ori sub rangul de ofițer în Armata Statelor Unite, în războiul din Vietnam, unde se crede că acesta a fost expus unui ierbicid numit Agent portocaliu folosit de armata franceză în războiul din Vietnam. Fajardo a suferit mai multe scleroze, și a fost îngrijit de către fiica sa mulți ani la rând, decedând în 1980.
Mama Gloriei, pe nume Gloria Gracia Pérez de Fajardo, a locuit în Miami, iar în anii 1950 a condus o grădiniță din Cuba.

### Exilul cubanez
Când Gloria Estefan avea 16 luni, mama ei a plecat din Miami, Florida pentru a susține Revoluția Cubaneză. Ca majoritatea cubanezilor aflați în exil, Estefan este o înrăită adversară a comunismului, mai ales al comunismului din regimul lui Castro. Deseori vorbește de drepturile pentru o Cuba post-comunistă. Estefan este una dintre primii artiști care au fost invitați să cânte în cinstea Papei. Interpretarea fiind o parte din sărbătorirea împlinirii a 50 de ani a lui Papa Ioan Paul al II-lea, aceasta a cântat piesa „Más Allá”. Când Estefan și Papa Ioan Paul al II-lea s-au întâlnit, aceasta l-a rugat ca acesta să se roage pentru o Cubă liberă. Estefan a încercat, deși fără succes să ajute un tânăr numit Elián González aflat în Statele Unite, și el aflat într-o situație similară în care a fusese și Estefan.

### Universitatea din Miami
Gloria a petrecut o mare parte din copilăria ei în Miami (deși locuise însoțită de părinți și sora sa mai mică, Becky și în câteva baze militare în jurul anilor 1960 pe când tatăl acesteia era în armată). Gloria a absolvit un liceu de fete Catolic la Academia Our Lady of Lourdes în 1975 apoi s-a înscris la Universitatea din Miami.pe vremea când era studentă a lucrat ca translator de limba spaniolă și limba engleză la Departamentul Vamal din Aeroportul International din Miami. A absolvit universitatea în 1978 cu o diplomă în comunicații și un curs de psihologie în limba franceză. După absolvire a fost unul dintre cei mai activi avocați ai universități și una din persoanele în care universitatea avea cea mai mare încredere. Pe lângă această activitate, Estefan a apărut în reclama televizată a universității.
Prima intrpretare în public a lui Estefan a fost la o nuntă mare din Cuba unde l-a întâlnit pe viitorul său soț, Emilio Estefan Jr., care a invitat-o să se alăture formație pe atunci numită „The Miami Latin Boys”. După ce Estefan a intrat în formație, formația și-a schimbat numele din The Miami Latin Boys în Miami Sound Machine.

## Anii 1980

### 1984-1988: Succesul formației Miami Sound Machine
În anul 1984 formația a lansat primul disc la casa de discuri Epic/Columbia numit Eyes Of Innocence. Discul conținea și un single numit „Dr. Beat”, pe lângă acest single, se află pe disc și balada „I Need Your Love”. Cel mai mare succes al lor a fost albumul Primitive Love, album lansat în 1985. Acesta conținea trei mari single-uri și anume: „Conga”(care a primit și Marele Premiu la a cinsprezecea ediție a Festivalului Muzical din Tokyo)(ocupând în clasamente din Statele Unite poziția 10), „Words Get In The Way”(ocupând în clasamente din Statele Unite poziția 5) și single-ul Bad Boy(ocupând în clasamente din Statele Unite poziția 8) ce urmau să devină unele din cele mai mari single-uri din Statele Unite și din toată lumea.Single-ul „Words Get In The Way” s-a clasat pe poziția 1 în clasamentul din SUA numit Hot Adult Contemporary Tracks, demonstrând ascultărtorilor că formația putea la fel de bine să cânte balade pop precum putea piese de dance. Piesa „Hot Summer Nights” a fost de asemenea lansată în același an cu albumul și a fost introdusă într-un film de succes numit Top Gun
Al treilea album al lui Estefan numit Let It Loose lansat în 1987, a primit discul de platină datorită celor 6 milioane de exemplare vândute în Statele Unite. Acesta conținea single-uri precum: „Anything For You” (ocupând poziția 1 în clasamente), „1,2,3” (ocupând poziția 3 în clasamente), „Betcha Say That” (ocupând poziția 36 în clasamente), „Rhythm Is Gonna Get You” (ocupând poziția 5 în clasamente), „Can't Stay Away From You” (ocupând poziția 6 în clasamente), piesele a „Anything For You” și „1-2-3” s-au clasat între timp și pe locul 1 în Adult Contemporary.
Începând cu anul 1988 Estefan a avut un rol mai important în formație, de aceea formația și-a schimbat numele în Gloria Estefan and The Miami Sound Machine. Începând cu următorul an, formația a dat faliment, iar membrii au fost concediați, însă Estefan și-a continuat cariera ca artist solo.
În 1989, albumul Let It Loose a fost relansat sub numele Anything For You datorită succesului single-ului „Anything For You”. Albumul a fost vândut cu 7 milioane de exemplare, devenind astfel cel mai bine vândut album din Regatul Unit. În afară de succesul din Regatul Unit, albumul s-a bucurat de un succes și în Olanda, fiind pe prima poziție timp de 22 de săptămâni. Albumul a fost de asemenea destul de apreciat și în Australia și Canada, aducându-i lui Estefan statutul de vedetă.

## Anii 1990

### 1990: Cuts Both Ways și accidentul
Pe la sfârșitul anului 1989 Estefan a lansat primul său album cu vânzări substanțiale numit Cuts Both Ways. Albumul include single-uri precum: Don't Wanna Lose You (single ce a ajuns în clasamentul Billboard Hot 100 pe poziția 1), Oye mi Canto, Here We Are, Cuts Both Ways(single ce a ajuns în clasamentul Hot Adut Contemporary Tracks și s-a aflat pe poziția 1) și Get on Your Feet. Piesa Cuts Both Ways după succesul din Statele Unite, s-a bucurat de vânzări cu cote de peste 10 milioane de exemplare și în țări precum Australia, Olanda, Belgia, Japonia dar și în restul lumii.
În timpul turneului de promovare a albumului Cuts Both Ways din data de 20 martie 1990, Estefan a fost rănită grav lângă localitatea Scranton, Pennsylvania suferind o fractură la șira spinării motivul fiind o camionetă aflată în viteză care s-a lovit exact de autobuzul în care se afla Estefan. Aceasta a fost dusă la secția de urgență a spitalului Community Medical Center înnoptând sub grija medicilor de acolo. A doua zi, Estefan a fost trimisă la Spitalul de Chirurgie Specială din New York City, unde chirurgii de acolo i-au oferit ajutorul necesar. Recovalescența a durat aproximativ un an și a fost complementată cu terapie psihică. Estefan s-a reîntors în turneu după 10 luni de la accident.

### 1991-1992: Reîntoarcerea pe scenă, albumul Into The Lught și Greatest Hits
Estefan a reapărut în clasamente o dată cu lansarea albumului Into the Light din 1991. Single-ul „Coming Out of the Dark” aflat pe acest album, a fost interpretat pentru prima dată într-un loc public la American Music Awards din ianuarie 1991 bucurându-se de o admirație ieșită din comun. „Eram îngrijorată de faptul că voi plânge înnainte să termin interpretarea. Nu m-am pregătit pentru acest lucru.” a precizat Estefan după interpretarea piesei. Single-ul Out of the Dark s-a clasat pe locul 1 în Statele Unite după numai câteva luni de la lansare. Turneul de promovare al albumului Into the Light World Tour a promovat albumul în peste 100 de orașe din cinci țări și a fost vizualizat de peste 10 milioane de oameni din întreaga lume. Alte single-uri din album cunoscute sunt single-uri precum „Seal Our Fate” și „Live for Loving You1”. Albumul Into the Light a fost clasat pe locul 5 în clasamentul Billboard devenind astfel unul din cele mai cunoscute albume din prima perioadă a carierei lui Estefan. Albumul a primit un disc de platină în Regatul Unit și două în Statele Unite.
După succesele albumului Into the Light, Estefan a lansat în 1992 primul album de single-uri numit Gloria Estefan Greatest Hits. Albumul includea hit-uri precum Always Tomorrow, „I See Your Smile” și nu în ultimul rând hit-ul internațional de muzică dance „Go Away”. De asemenea tot în acest an, Estefan a sprijinit cântărețul și compozitorul cubano-american Jon Secada, cântând împreună cu acesta primul single al acestuia numit „Just Another Day” care datorită acestei colaborări, acesta a avut un succes remarcabil. Estefan a petrecut restul anului în Miami pentru a ajuta la reconstruirea după devastările Uraganului Andrew

### 1993: Mi Terra și Christmas Through Your Eyes
În anul 1993 Estefan a lansat primul album de succes internațional numit Mi Terra. Mi Terra a fost primul album al lui Estefan cântat în limba spaniolă. Albumul s-a bucurat de un Premiu Grammy pentru Cel Mai Bun Album Tropical Latin. Mi Terra a fost un succes în întreaga lume având vânzări de peste opt milioane de exemplare. În Spania a devenit cel mai bine vândut album internațional. Multe dintre single-uri au devenit cunoscute printre acestea numărându-se și: „Mi Terra” și „Con Los Años Que Me Quedan” amândouă bucurându-se de prima poziție din clasamentul „Hot Latin Tracks” din Statele Unite. Albumul s-a clasat și în clasamentul Billboard pe poziția 27 și pe a unsprezecea poziție în clasamentul de albume britanice. În ambele țări albumul a fost cel mai de succes album în limba spaniolă din acea vreme primind astfel discul de platină.
În același an Estefan a lansat primul ei album de Crăciun numit Christmas Through You're Eyes fiind primul album cu cântece de colecție clasice al lui Estefan care nu a fost produs de soțul său Emilio Estefan Jr. Albumul includea piese clasice precum Let It Snow! Let It Snow! Let It Snow! și White Christmas dar și piese noi. Compliația a primit discul de platină vânzându-se cu peste un milion de exemplare în Statele Unite.
În același an, Estefan a colaborat cu Frank Sinatra la un album de-al acestuia special numit Duets, mai precis la piesa „Come Rain or Come Shine”

### 1994-1995: Hold Me, Thrill Me, Kiss Me și Abriendo Puertas
Albumul Hold Me, Thrill Me, Kiss Me a fost lansat în 1994, acesta fiind o refacere a cântecelor anumitor cântăreți preferate de către Estefan din anii '60 și '70 (piesele interpretate erau piese precum „Traces”, o piesă interpretată original de formația Classics IV, piesa „You've Made Me So Very Happy” interpretată original de Blood, Sweat & Tears și altele). Albumul conținea single-uri clasice precum: Piesa „Turn the Beat Around” fiind de altfel o refacere a variantei originale disco interpretată original de cântăreața de genul disco numită Vicki Sue Robinson în 1976. Piesa a fost alt single de succes care a primit discul de aur în SUA, fiind introdusă în filmul cu Sharon Stone numit The Specialist. Piesa Everlasting Love(interpretată original de Robert Knight în 1967 iar mai târziu, în 1974 de Carl Carlton) a fost de asemenea un single de succes, iar un alt single fiind o refacere a piesei „It's Too Late” care s-a clasat destul de bine în radioul Adult Contemporary. De altfel piesa „Cherchez La Femme” fiind de fapt un single de dance și un tribut al lui Tommy Mottola a fost lovitura finală de pe album, produs inițial ca un single pentru cluburi, acesta a intrat in clasamentele pentru piese de dance.
În 1995 Estefan lansează Abriendo Puertas, albumul care i-a adus acesteia al doilea Premiu Grammy pentru Cel Mai Bun Album Tropical Latin. Acesta are incluse două single-uri de gen dance clasate pe prima poziție numite „Abriendo Puertas” și „Tres Deseos”, două single-uri gen latino numite „Abriendo Puertas” și „Más Allá”. Ziarul The Miami Herald spunea despre piesa Abriedo Puertas că este „o fuziune latino-americană construită briliant pe o combinație instrumentală având straturile de stil și ritmurile necorespunzătoare.”

### 1996-1997: Jocurile Olimpice de vară și Destiny
Albumul care a primit discul de platină intitulat Destiny avea la bază piesa „Reach” care de alt fel a fost și coloana sonoră a Jocurilor Olimpice de vară din Atlanta 1996. Estefan a interpretat piesa în ceremonia de închidere în fața a două miliarde de oameni veniți din întreaga lume. Ceremoniile televizate au inclus pe Estefan interpretând două piese de pe albumul Destiny și anume: „You'll Be Mine (Party Time)” și „Reach”.
Datorită single-urilor albumului, în deosebi „You'll Be Mine (Party Time)” și următorul single de pe album „I'm Not Giving You Up”
Pe 18 iulie 1996 Estefan s-a îmbarcat în primul ei turneu numit Evolution World Tour (fiind primul ei turneu care a durat cinci ani) care a apărut în părți ale lumii precum: Statele Unite, Europa, America latină, Australia, Africa de Sud și Asia.

### 1998: Întoarcerea la muzica dance: albumul Gloria!
Pe 2 iunie 1998, Estefan a lansat al optulea album numit Gloria!. Albumul a avut influențe de muzică disco, câteva piese combinate cu ritm de muzică salsa sau latine. Albumul a fost singurul din anii '90 care nu a primit discul de platină, însă a primit discul de aur și a fost foarte apreciat de public.
Estefan a avut un mare succes în reîntinerirea muzicii disco a a anilor '90 din SUA. Albumul s-a clasat pe poziția 23 în clasamentul The Billboard 200. Single-ul „Oye!” s-a aflat pe prima poziție în clasamente precum Hot Dance Music/Club Play și Hot Latin Tracks. Alte single-uri de succes au fost single-uri prcum Don't Let This Moment End, clasat în „Billboard Hot 100” pe poziția 6 și „Heaven's What I Feel” clasat în Billboard Hot 100 pe poziția 27. Heaven's What I Feel devenind de asemenea un single în clasamentele latine. Celelalte single-uri ale albumului sunt „Cuba Libre” și „Don't Stop”. Una din piesele mai speciale este „Don't Release Me” în duet cu Wyclef Jean. Pentru a promova albumul Gloria! Estefan a interpretat albumul la o discotecă faimioasă din New York City numită Studio 54.

### 1999: Debutul în cinematografie: Music of the Heart
Estefan a apărut într-un film numit Music of the Heart cântând cu formația *NSYNC piesa intitulată Music Of My Heart, această piesă fiind mai târziu nominalizată la Academy Award. De asemenea Estefan a lansat un single latino numit Santo Santo interpretat cu formații sau interpreți precum: formația din brazilia So Pra Contrariar, cu Luciano Pavarotti în „Pavarotti și Prietenii pentru Guatamela și Kosovo”, sau cu Stevie Wonder la Super Bowl XXXIII în Miami. Estefan este singura cântăreață care a interpretat la Super Bowl de două ori. Estefan de asemeni a mai cântat piesa „The Star-Sprangled Banner” în a treia repriză de la jocul de baseball World Series ediția din 2003 care a fost jucat în Miami între echipele Florida Marlins și New York Yankees, dar și în ediția a jocului de fotbal american Super Bowl XLI din 2007 care s-a jucat între echipele Indianapolis Colts și Chicago Bears.

## Anii 2000

### 2000-2002: Alma Caribeña și Greatest Hits Volume II
Următorul album al lui Estefan a fost Alma Caribeña, lansat în 2000 și a câștigat premiul de Cel Mai Bun Videoclip datorită single-ului „No Me Dejes de Querer”. Albumul s-a clasat pe prima poziție în clasamentele din Spania, Statele Unite și câteva țări din America de Sud. De asemeni a câștigat un Premiu Grammy pentru Cel Mai Bun Album Tropical. În același an a mai câștigat la American Music Awards premiiul Award of Merit. În afară de aceste succese albumul s-a bucurat și de intrarea în clasamentul Billboard Hot 100 aflându-se pe poziția 7. Albumul conținea și single-urile „Como Me Duele Perderte” și „Tres Gotas De Agua Bendita” cu Celia Cruz, single-uri create în Spania.
După o perioadă de un an de la lansarea Alma Caribeña, Estefan lansează o a doua colecție de single- urinumită Greatest Hits Vol. II. Colecția conținea single-uri din 1993 până în 2000, trei piese noi și o refacere a single-ului „Conga” aflat pe acest album sub numele de „Y-Tu-Conga”. Albumul avea la bază single-ul „Out of Nowhere” care a fost nominalizat pentru un Premiu Grammy la categoria Cea Mai Bună Piesă Dance.Un cântec cu influențe R&B numit „I Got No Love”, a fost probabil unul din puținele melodii ale genului din cariera sa, de asemeni un cântec plin de pasiune este „You Can't Walk Away From Love” a fost introdus în filmul Original Sin.

## Viața personală

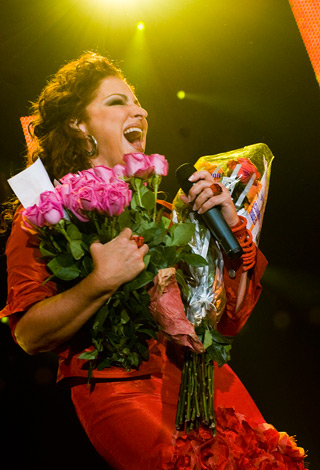
Gloria Estefan primit flori de ziua sa de naștere la un show din Ahoy Rotterdam, 1 septembrie 2008

Gloria a început o relație romantică cu liderul trupei Miami Sound Machine, Emilio Estefan, în 1976. După cum a dezvăluit ea mai târziu, „el a fost primul și unicul meu prieten (boyfriend)”. Ea și Emilio s-au căsătorit pe 2 septembrie 1978. Împreună ei au un fiu pe nume Nayib (n. 2 septembrie 1980) și o fiică pe nume Emily (n. 5 decembrie 1994). Familia locuiește în sectorul Star Island din Miami Beach, Florida. Pe 5 iunie 2010 Nayib s-a căsătorit cu Lara Diamante Coppola în curtea casei părinților săi. Pe 21 iunie 2012, s-a născut primul nepot al Gloriei: Sasha Argento Coppola Estefan.

## Discografie
Albume
- Live Again/Renacer (1977)
- Miami Sound Machine (1978)
- Imported (1979)
- MSM (1980)
- Otra Vez (1981)
- Rio (1982)
- A Toda Maquina (1984)
- Eyes Of Innocence (1984)
- Primitive Love (1985)
- Let It Loose / Anything for You (1987)
- Cuts Both Ways (1989)
- Into The Light (1991)
- Mi Tierra (1993)
- Christmas Through Your Eyes (1993)
- Hold Me, Thrill Me, Kiss Me (1994)
- Abriendo Puertas (1995)
- Destiny (1996)
- gloria! (1998)
- Alma Caribeña ~ Caribbean Soul (2000)
- Unwrapped (2003)
- 90 Millas (2007)
- Miss Little Havana (2011)
- The Standards (2013)

## Filmografie
| Filme       | Filme                                          | Filme                   | Filme                                             |
| An          | Film                                           | Rol                     | Note                                              |
| ----------- | ---------------------------------------------- | ----------------------- | ------------------------------------------------- |
| 1999        | Music of the Heart                             | Isabel Vazquez          | Debutul în actorie                                |
| 2000        | Little Angelita                                | Narator                 | Scurtmetraj de animație                           |
| 2003        | Famous: The Making of Unwrapped                | Rolul propriei persoane | Album documentar                                  |
| 2007        | 90 Millas Documentary                          | Rolul propriei persoane | Album documentar                                  |
| 2007        | Your Mommy Kills Animals                       | Rolul propriei persoane | Documentar                                        |
| 2008        | Marley & Me                                    | Rolul propriei persoane | Cameo                                             |
| 2009        | G-Force                                        | Juárez                  | Voce în versiunea latino-americană a filmului     |
| 2010        | Recording: The History Of Recorded Music       | Rolul propriei persoane | Documentar                                        |
| Televiziune |                                                |                         |                                                   |
| An          | Titlu                                          | Rol                     | Note                                              |
| 1986        | Club Med                                       |                         | Film TV                                           |
| 1989        | Postcard From... with Clive James              | Rolul propriei persoane | Episodul "Miami"                                  |
| 1993        | The Hypnotic World of Paul McKenna             | Rolul propriei persoane |                                                   |
| 1998        | Blue's Clues                                   | Rolul propriei persoane | Episodul "Blue's Birthday"                        |
| 2000        | For Love or Country: The Arturo Sandoval Story | Emilia                  | Film                                              |
| 2000        | Frasier                                        | Maria                   | Episodul "Something About Dr. Mary"               |
| 2005        | A Capitol Fourth                               | Rolul propriei persoane |                                                   |
| 2006        | The Chris Isaak Show                           | Rolul propriei persoane | Episodul "A Little Help from My Friends"          |
| 2009        | Kathy Griffin: My Life on the D-List           | Rolul propriei persoane | Episodul "Rosie and Gloria and Griffin... Oh My!" |
| 2010        | The Marriage Ref                               | Rolul propriei persoane | Un episod                                         |
| 2011        | The X Factor                                   | Rolul propriei persoane | 2 episoade                                        |
| 2012/15     | Glee                                           | Mrs. Maribel Lopez      | Episodele "Goodbye", "A Wedding"                  |
| 2012        | The Next: Fame Is at Your Doorstep             | Rolul propriei persoane |                                                   |

## Videografie
- 1986: Video Éxitos  L.D.L Enterprises
- 1989: Homecoming Concert  CMV (US: Platină)
- 1990: Evolution  CMV (US: Platină)
- 1991: Coming Out of the Dark  SMV
- 1992: Into The Light World Tour  SMV (US: Platină)
- 1995: Everlasting Gloria!  EMV (US: Aur)
- 1996: The Evolution Tour Live in Miami  EMV
- 1998: Don't Stop  EMV
- 2001: Que siga la tradición  EMV
- 2002: Live in Atlantis  EMV
- 2003: Famous (Video journal about making-of Unwrapped LP; inclus în CD package)
- 2004: Live & Unwrapped  EMV
- 2007: 90 Millas: the Documentary (Video journal about making-of 90 Millas LP; inclus in CD package)

## Cărți
- 2005: The Magically Mysterious Adventures of Noelle the Bulldog ISBN 0-06-082623-1[30]
- 2006: Noelle's Treasure Tale: A New Magically Mysterious Adventure ISBN 0060826231[31]
- 2008: Estefan's Kitchen ISBN 045122518X[32]